# Trubbel (roman)
Trubbel (Bad Luck and Trouble), är den elfte boken om Jack Reacher av Lee Child. Den kom ut på svenska 2009.
Boken handlar om att fyra personer ur Reachers gamla team mördas eller försvinner och resten av teamet samlas för att försöka ta reda på vad som hänt.